# Aletta Jorritsma
Aletta Jorritsma (Tzummarum, 17 de mayo de 1989) es una deportista neerlandesa que compite en remo.
Ganó seis medallas en el Campeonato Europeo de Remo entre los años 2014 y 2021.

## Palmarés internacional
| Campeonato Europeo | Campeonato Europeo       | Campeonato Europeo | Campeonato Europeo |
| Año                | Lugar                    | Medalla            | Prueba             |
| ------------------ | ------------------------ | ------------------ | ------------------ |
| 2014               | Belgrado (Serbia)        | Medalla de bronce  | Dos sin timonel    |
| 2015               | Poznań (Polonia)         | Medalla de plata   | Ocho con timonel   |
| 2017               | Račice (República Checa) | Medalla de plata   | Ocho con timonel   |
| 2018               | Glasgow (Reino Unido)    | Medalla de bronce  | Ocho con timonel   |
| 2020               | Poznań (Polonia)         | Medalla de bronce  | Ocho con timonel   |
| 2021               | Varese (Italia)          | Medalla de plata   | Ocho con timonel   |